# Vriesea garlippiana
Vriesea garlippiana là một loài thuộc chi Vriesea. Đây là loài đặc hữu của Brasil.